# مدرج لوس أنجلوس التذكاري

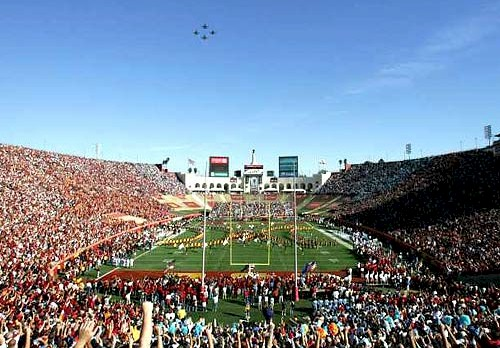

مدرج لوس أنجلوس التذكاري هو ملعب متعدد الاستخدام يقع في مدينة لوس أنجلوس الأمريكية. غالبا ما يتم استخدامه لمباريات كرة القدم. يسع الملعب لجلوس 93,607 متفرج. استضاف دورة الألعاب الأولمبية مرتين في 1932 و1984. تم افتتاحه في 1 مايو 1923.